# Хотинець
Хотинець (пол. Chotyniec) — село на Закерзонні, в Польщі, у гміні Радимно Ярославського повіту Підкарпатського воєводства. Населення — 777 осіб (2011).

## Історія
Село до 1772 р. входило до Перемишльської землі Руського воєводства.
У 1772—1918 рр. село було у складі Австро-Угорської монархії, у провінції Королівство Галичини та Володимирії. У 1880 році село належало до Яворівського повіту.
У 1919—1939 рр. — у складі Польщі. Село належало до Яворівського повіту Львівського воєводства, у 1934—1939 рр. входило до складу ґміни Ґнойніце.
На 01.01.1939 в селі було 2130 жителів, з них 2040 українців-грекокатоликів, 35 українців-римокатоликів, 5 поляків і 50 євреїв.
Українців -примусово виселяли в СРСР (769 осіб — 190 родин), але вони чинили спротив у рядах УПА і підпілля ОУН. Решту українців у 1947 р. депортовано на понімецькі землі, частина родин повернулись після 1956 р.
У 1975—1998 роках село належало до Перемишльського воєводства.

## Демографія
Демографічна структура станом на 31 березня 2011 року:
|          | Загалом | Допрацездатний вік | Працездатний вік | Постпрацездатний вік |
| -------- | ------- | ------------------ | ---------------- | -------------------- |
| Чоловіки | 402     | 117                | 255              | 30                   |
| Жінки    | 375     | 96                 | 220              | 59                   |
| Разом    | 777     | 213                | 475              | 89                   |

## Церква
У селі збереглась церква Різдва Прсв. Богородиці (1615), яка була парафіяльною церквою Краковецького деканату Перемишльської єпархії, після виселення українців використовувалась під костел. Включена у Маршрут 5 Шляху дерев'яної архітектури. У 2013 р. церква включена у Список об'єктів Світової спадщини ЮНЕСКО в Польщі.

## Відомі люди

### Народилися
- Іларіон-Євген Гриневецький (1892—1962) — український музикознавець, диригент, педагог, мовознавець-україніст, громадський діяч. Доцент (1955).